# Christian Gottlieb Dachselt
Christian Gottlieb Dachselt   (Kamenz, 16 de desembre de 1737 - 22 de desembre de 1804) fou un organista alemany.
Dachselt va entrar a la capella de la cort de Dresden als 12 anys com a estudiant del cor. Després de completar els seus estudis amb Johann Chr Richter, va abandonar la capella el 1758. El 1768 esdevingué organista a l'església de l'orfenat de Dresden; a l'any següent també va ser nomenat organista de la Johanniskirche. El 1785 va succeir a Christian Ehregott Weinligs com a organista de la "Frauenkirche".
Des del 1769, Dachselt també estava ocupat pel Tribunal Electoral. Tenia una extensa biblioteca musical. La seva finca, comprada el 1805, va constituir la base del departament de música de la que ara és la Biblioteca de l'Estat Saxó.